# Selma Sol í Dali Pape
Selma Sol í Dali Pape (født 17. maj 2010 i København) er en dansk børneskuespiller, der blandt andet har medvirket i DR's julekalender Julefeber (2020), i tv-serierne Fred til lands (2019) og Agent (2023), i balletforestillingen Dansefeber på Det kongelige Teater i 2021 og i titelrollen i den danske spillefilm Honey fra 2025. Hun begyndte at spille skuespil, da hun var seks år.

## Roller
Selma fik sin første rolle i TV som seks-årig i tv-serien Heino fikser alt.

### TV
- Agent (2023) - Tallulah
- Julefeber (2020) - Gro
- Fred til lands (2019) - Vigga
- Sprinter Galore (2019) - Liva
- Heino Fikser Alt (2018) - Bente, Pixie

### Film
- Honey (2025) - Honey
- Ninna (2019) - pige juleaften

### Teater
Hun havde desuden hovedrollen som nissepigen Gro i Det kongelige Teaters balletforestilling Dansefeber i 2021, der var inspireret af julekalenderen.